# Ekaterini Deli
Ekaterini Deli (grec. Αικατερίνη Δελή; ur. 12 stycznia 1975 w Atenach) – grecka koszykarka, występująca na pozycji rozgrywającej, reprezentantka kraju, olimpijka, po zakończeniu kariery zawodniczej trenerka koszykarska.

## Osiągnięcia
Na podstawie, o ile nie zaznaczono inaczej.

### Drużynowe
- Mistrzyni Grecji (1997, 1999, 2002, 2003, 2007, 2016, 2017)[2]
- Zdobywczyni Pucharu Grecji (1999, 2004, 2016, 2017)
- Finalistka Pucharu Grecji (1998, 2001, 2005, 2010)

### Indywidualne
(* – nagrody przyznane przez portal eurobasket.com)
- Zaliczona do honorable mention ligi greckiej (2008)*[3]

### Reprezentacja
Seniorska
- Uczestniczka:
  - igrzysk olimpijskich (2004 – 7. miejsce)[4][5]
  - mistrzostw Europy (2001 – 10. miejsce, 2003 – 9. miejsce, 2005 – 10. miejsce, 2005 – 10. miejsce)[6][7][8]
  - turnieju FIBA Diamond Ball (2004 – 4. miejsce)[9]
  - kwalifikacji do Eurobasketu (1997, 1999, 2001)

Młodzieżowe
- Uczestniczka mistrzostw Europy:
  - U–18 (1992 – 10. miejsce)[10]
  - U–16 (1991 – 5. miejsce)[11]

### Trenerskie
Asystentka
- Uczestniczka mistrzostw Europy U–16 (2023 – 8. miejsce)[12]